# 三溴化钼
三溴化钼是一种无机化合物，化学式为MoBr3。它是黑色固体，难溶于大多数溶剂，但可溶于配位性溶剂（即给体溶剂）。

## 制备
三溴化钼可由钼和溴在350 °C（662 °F）反应得到：
{\displaystyle \mathrm {2\ Mo+3\ Br_{2}\longrightarrow 2\ MoBr_{3}} }
它具有由无限衍生的链组成的八面体结构构成，具有交替Mo-Mo短键和长键连接。钌和锝的三溴化物有相同的结构。与之相对应的是，三碘化钛高温相的Ti-Ti间距是固定的。